# Coluber bholanathi
Coluber bholanathi là một loài rắn trong họ Rắn nước. Loài này được Sharma mô tả khoa học đầu tiên năm 1976.